# IC 3002
IC 3002 ist eine Spiralgalaxie vom Hubble-Typ Sc im Sternbild Jagdhunde am Nordsternhimmel. Sie ist schätzungsweise 366 Millionen Lichtjahre von der Milchstraße entfernt und hat einen Durchmesser von etwa 50.000 Lichtjahren.

Im selben Himmelsareal befinden sich u. a. die Galaxien NGC 4113, IC 2993, IC 3001, IC 3003.
Das Objekt wurde am 12. Juni 1896 von Stéphane Javelle entdeckt.